# Гуйлінь
Гуйлі́нь (кит.: 桂林 — «ліс духмяного османтусу») — міський округ у складі Гуансі-Чжуанського автономного району. Розташований на півдні Китаю.

## Географія
Місто знане через мальовничий карстовий рельєф та є одним з найпопулярніших туристичних напрямів у Китаї. Серед туристичних об'єктів:
- Ґуйлінь (карст).
- Печера очеретяної флейти.

### Клімат
Місто знаходиться у зоні, котра характеризується вологим субтропічним кліматом. Найтепліший місяць — липень із середньою температурою 28.9 °C (84 °F). Найхолодніший місяць — січень, із середньою температурою 8.3 °С (47 °F).
| Клімат Гуйліня          | Клімат Гуйліня | Клімат Гуйліня | Клімат Гуйліня | Клімат Гуйліня | Клімат Гуйліня | Клімат Гуйліня | Клімат Гуйліня | Клімат Гуйліня | Клімат Гуйліня | Клімат Гуйліня | Клімат Гуйліня | Клімат Гуйліня | Клімат Гуйліня |
| Показник                | Січ.           | Лют.           | Бер.           | Квіт.          | Трав.          | Черв.          | Лип.           | Серп.          | Вер.           | Жовт.          | Лист.          | Груд.          | Рік            |
| Абсолютний максимум, °C | 26             | 28             | 32             | 35             | 35             | 37             | 37             | 37             | 38             | 35             | 30             | 27             | 38             |
| Середній максимум, °C   | 12             | 13             | 18             | 23             | 26             | 31             | 33             | 32             | 31             | 26             | 20             | 15             | 23             |
| Середня температура, °C | 8              | 9              | 14             | 19             | 22             | 27             | 29             | 27             | 26             | 21             | 16             | 11             | 19             |
| Середній мінімум, °C    | 4              | 6              | 11             | 16             | 19             | 23             | 25             | 23             | 22             | 16             | 12             | 7              | 15             |
| Абсолютний мінімум, °C  | −5             | −3             | 2              | 6              | 11             | 17             | 20             | 20             | 17             | 7              | 2              | −1             | −5             |
| Норма опадів, мм        | 40             | 90             | 100            | 230            | 380            | 390            | 200            | 190            | 70             | 60             | 50             | 40             | 1910           |
| Днів з дощем            | 9              | 12             | 14             | 17             | 17             | 17             | 13             | 12             | 6              | 6              | 7              | 8              | 142            |
| Вологість повітря, %    | 64             | 72             | 78             | 80             | 80             | 79             | 77             | 79             | 70             | 66             | 73             | 71             | 74             |
| ----------------------- | -------------- | -------------- | -------------- | -------------- | -------------- | -------------- | -------------- | -------------- | -------------- | -------------- | -------------- | -------------- | -------------- |
| Джерело: Weatherbase    |                |                |                |                |                |                |                |                |                |                |                |                |                |

## Адміністративний поділ
Адміністративно округ поділяється на 6 міських районів, 1 місто і 10 повітів (два з них є автономними):
| Карта | Карта     | Карта          | Карта            |
| --- | --------- | -------------- | ---------------- |
| Луншен-Ге Цзиюань Цюаньчжоу Ліньгуй Лінчуань Сін'ань Гуаньян ① ② ③ ④ ⑤ Юнфу Яншо Гунчен-Яо Ліпу Пінле ① Сюфен ② Децай ③ Цісін ④ Сяншань ⑤ Яньшань |           |                |                  |
| Статус | Назва     | Оригінал       | Населення (2020) |
| Район | Децай     | 叠彩区         | 202 875          |
| Район | Ліньгуй   | 临桂区         | 555 109          |
| Район | Сюфен     | 秀峰区         | 161 066          |
| Район | Сяншань   | 象山区         | 286 872          |
| Район | Цісін     | 七星区         | 387 304          |
| Район | Яньшань   | 雁山区         | 132 639          |
| Місто | Ліпу      | 荔浦市         | 334 527          |
| Повіт | Гуаньян   | 灌阳县         | 208 412          |
| Повіт | Лінчуань  | 灵川县         | 422 776          |
| Повіт | Пінле     | 平乐县         | 340 921          |
| Повіт | Сін'ань   | 兴安县         | 307 043          |
| Повіт | Цзиюань   | 资源县         | 139 212          |
| Повіт | Цюаньчжоу | 全州县         | 565 696          |
| Повіт | Юнфу      | 永福县         | 228 646          |
| Повіт | Яншо      | 阳朔县         | 273 124          |
| Автономний повіт | Гунчен-Яо | 恭城瑶族自治县 | 245 432          |
| Автономний повіт | Луншен-Ге | 龙胜各族自治县 | 139 483          |

## Фото

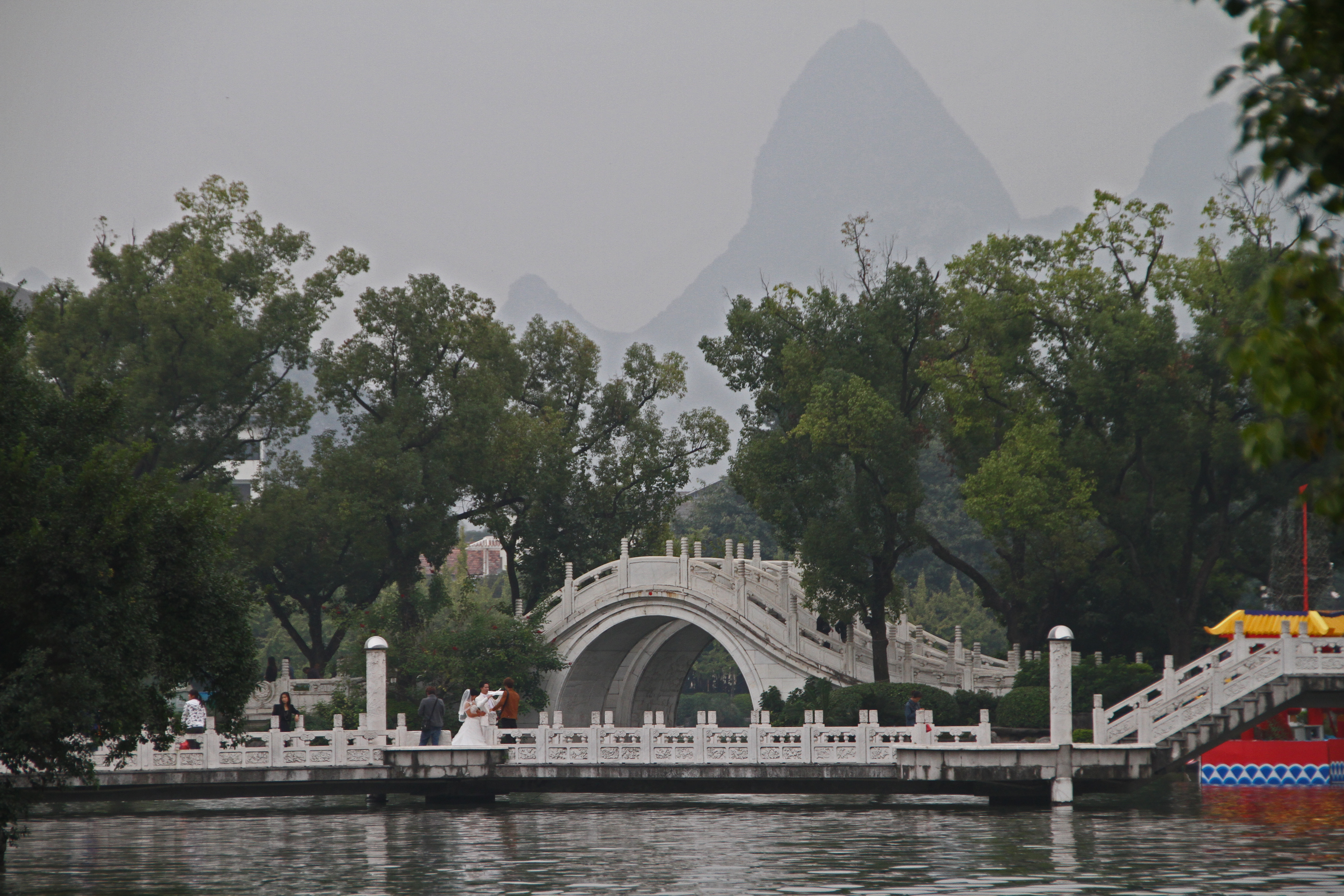
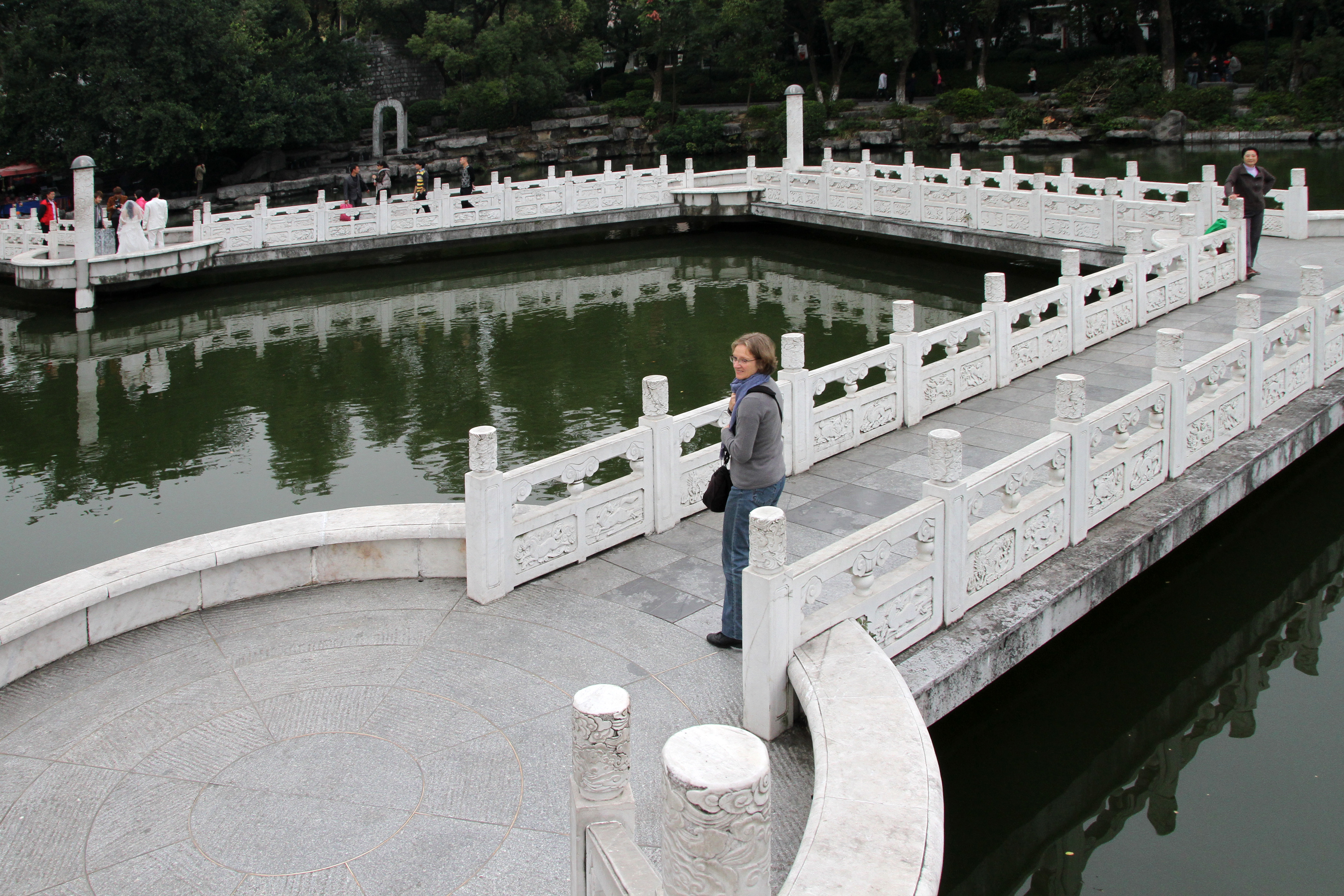
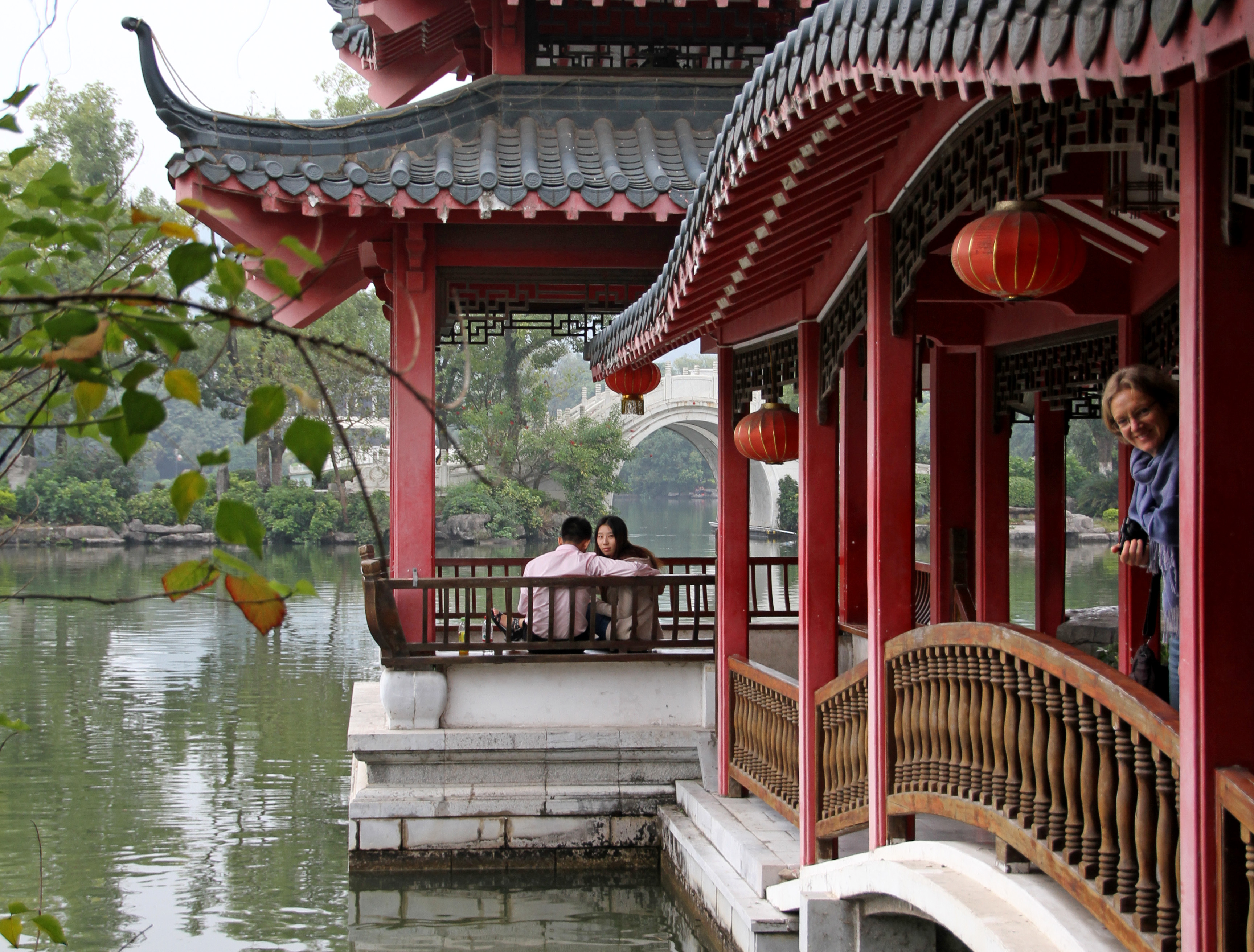
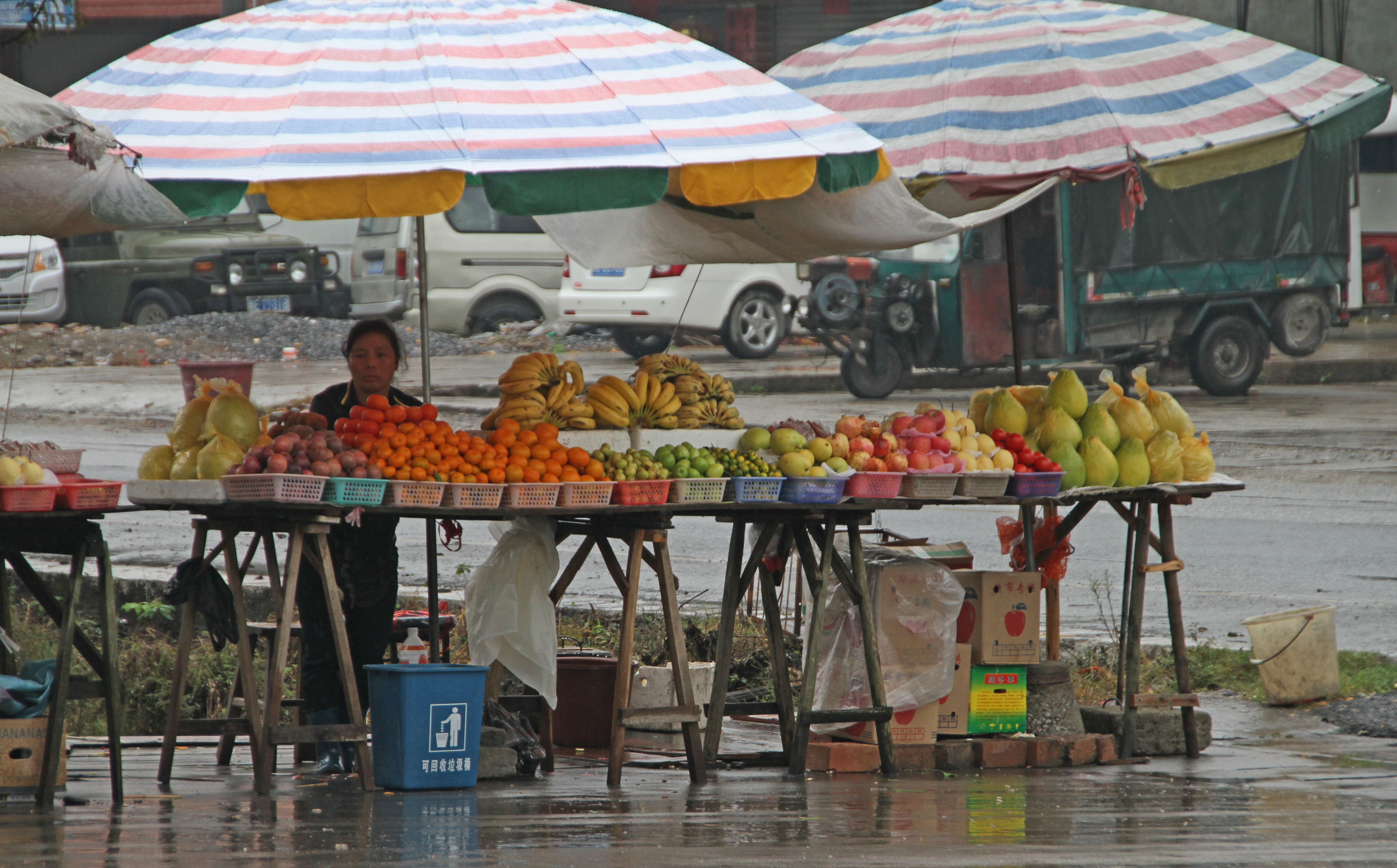
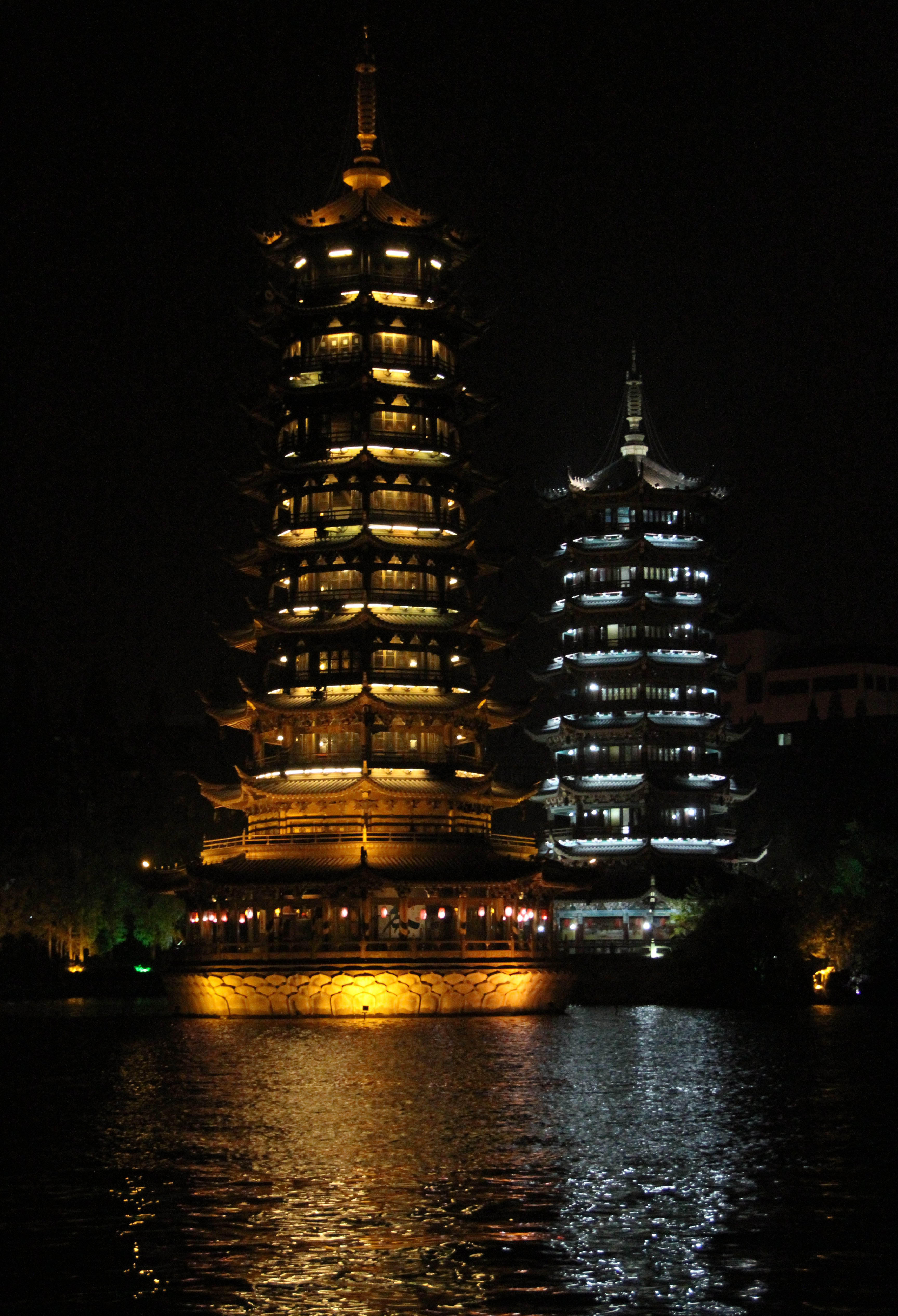
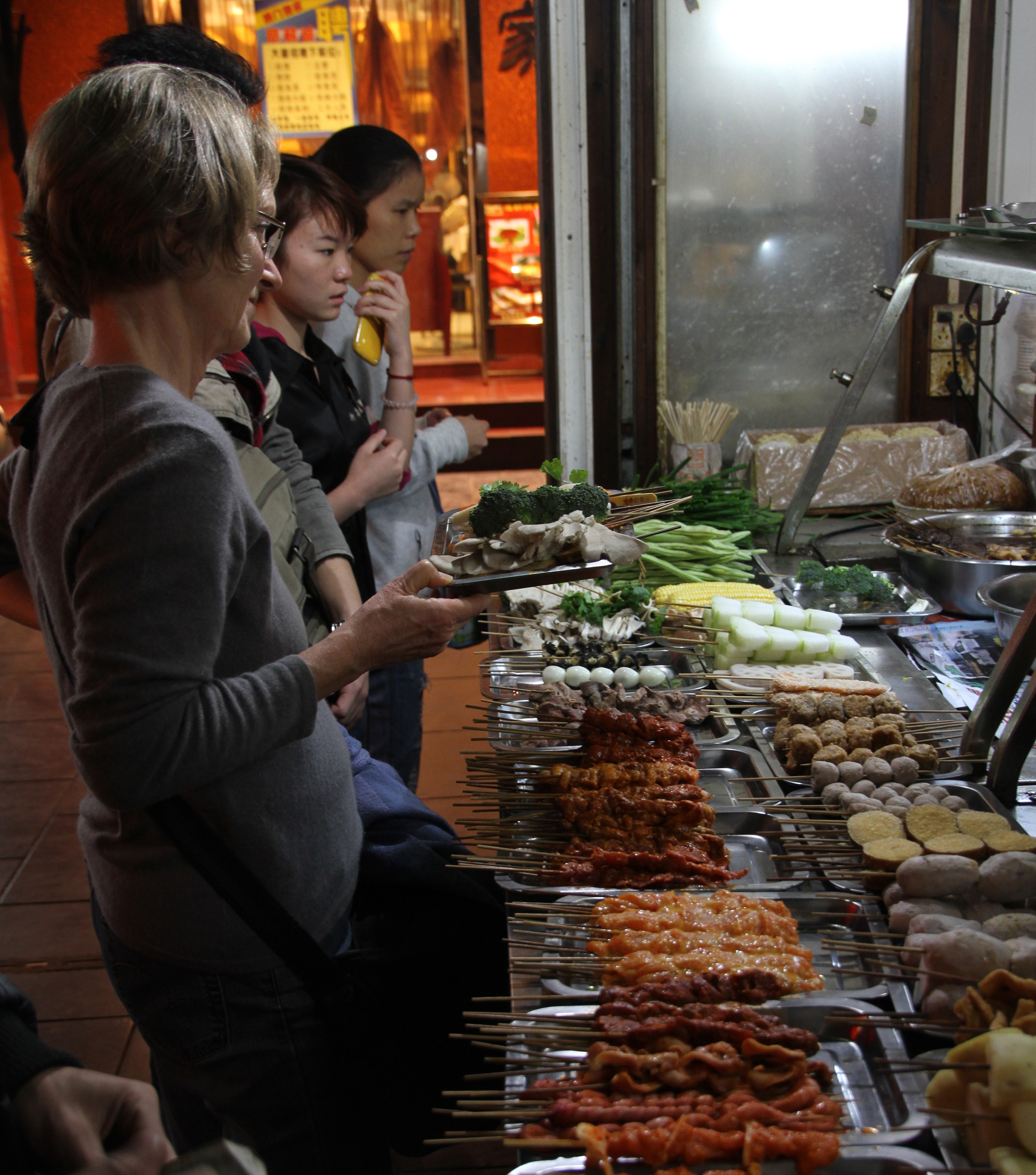
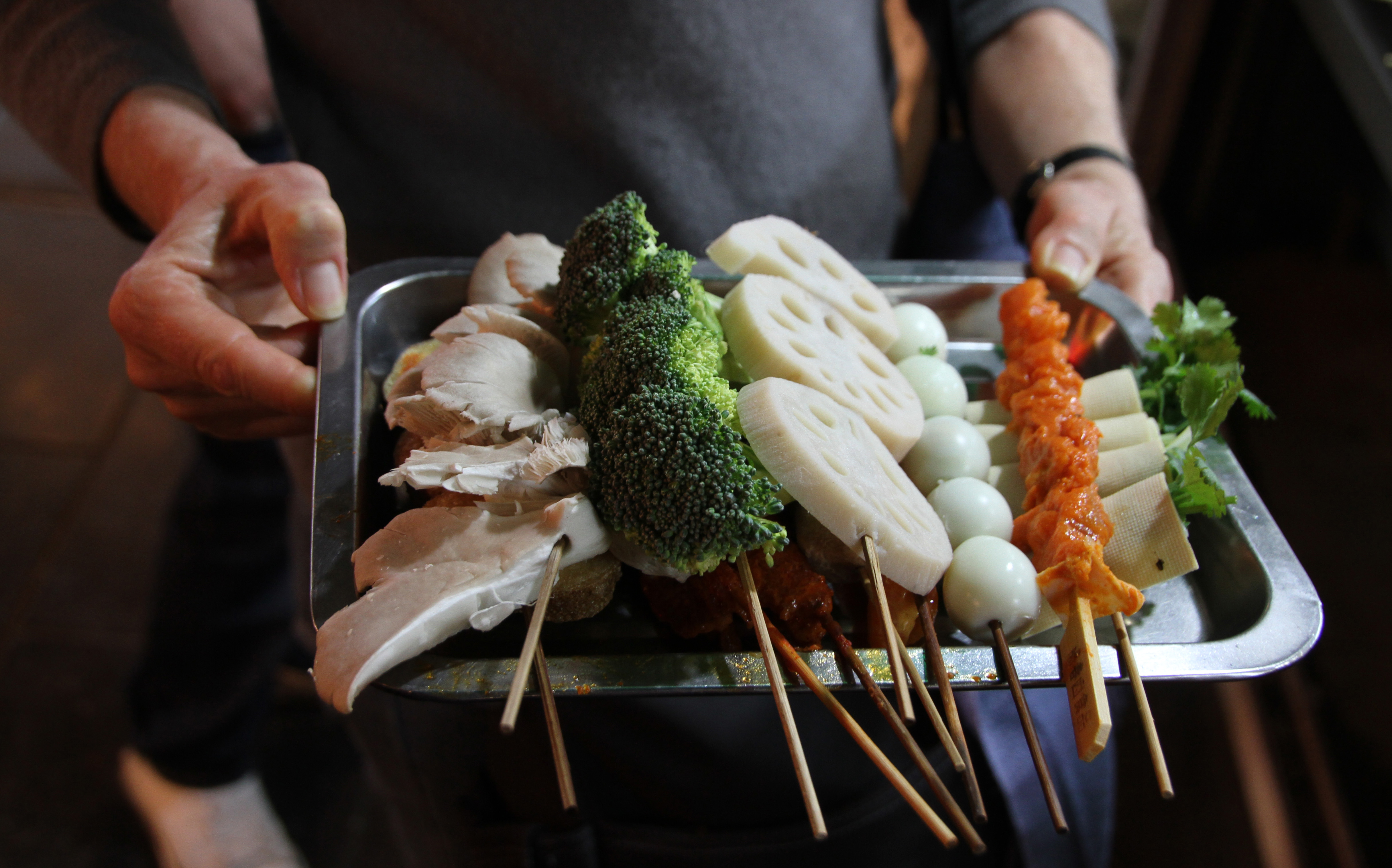
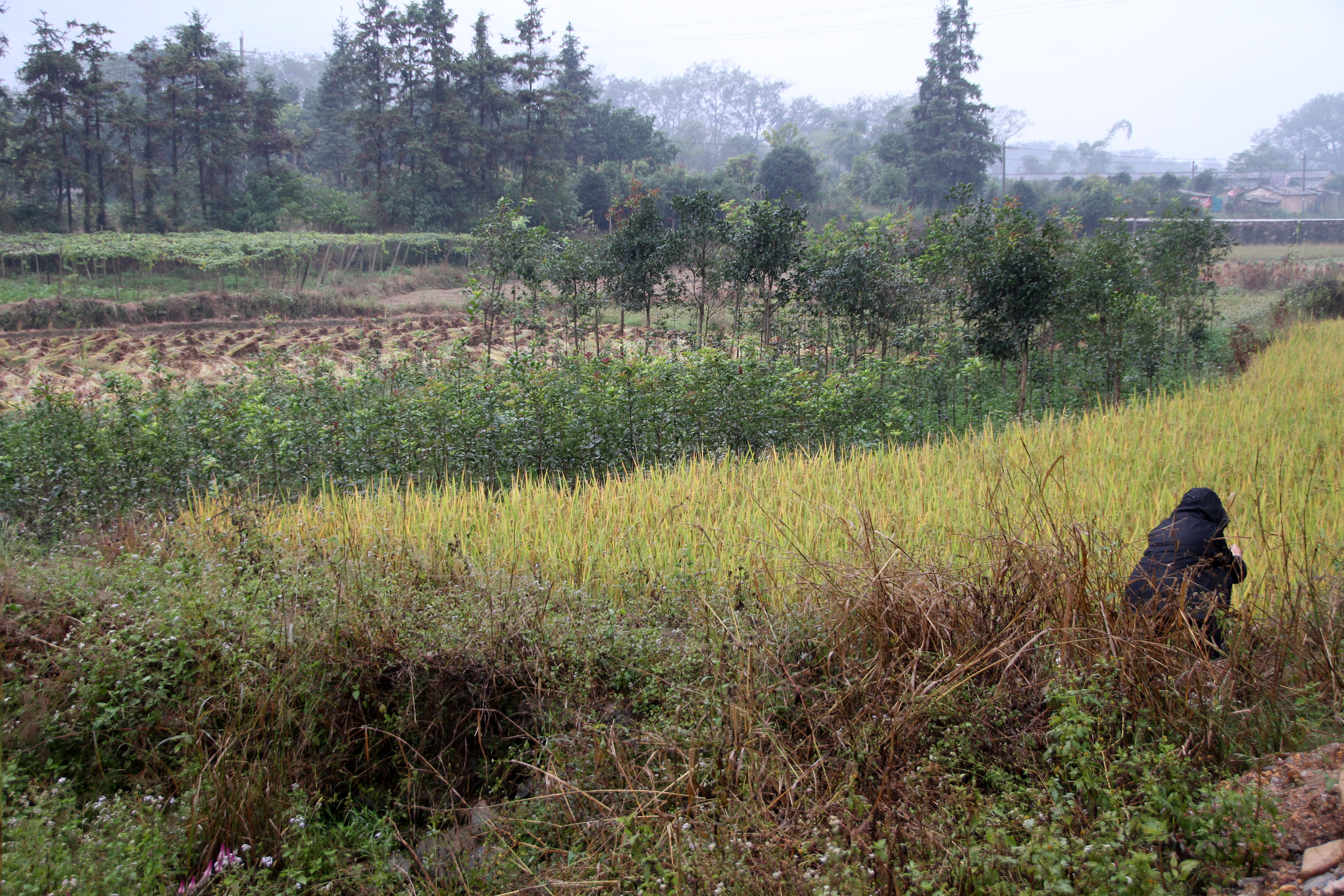